# Liste des accidents ferroviaires en France dans les années 1970
La liste des accidents ferroviaires en France dans les années 1970, est une liste non exhaustive, chronologique.

## 1970
- 27 mars 1970 - Accous (Pyrénées-Atlantiques) : dérive à la suite de l'abandon de la cabine par l'équipe de conduite pour placer manuellement du sable et des gravillons sur les rails afin de supprimer le patinage des deux locomotives dû au temps humide, puis déraillement d'un train de marchandises (wagons céréaliers) se rendant de Pau à Canfranc (Espagne)[1]. Cet accident a entraîné la destruction du pont métallique de L'Estanguet, situé sur le gave d’Aspe. La ligne secondaire internationale Pau - Canfranc sera neutralisée entre Bedous et Canfranc. Cet accident spectaculaire ne fit aucune victime.

## 1971
- 20 mars 1971 - tunnel du Crozet : Deux trains de marchandises circulant en sens inverse se percutent de nuit, sur la ligne Saint-Germain-des-Fossés - Roanne, dans le tunnel du Crozet (Loire) alors en travaux. Important incendie de wagons de carburant entraînant la destruction partielle, puis définitive pour le dégagement du tunnel. Deux conducteurs de la locomotive détruite décèdent, puis un ouvrier lors des travaux de dégagement. La ligne est immobilisée trois mois.

## 1972
- 16 juin 1972 - Vierzy : Deux trains circulant en sens contraire sur la ligne La Plaine - Hirson percutent à peu d'intervalle un amas de terre et de moellons provenant de l'effondrement partiel de la voûte du tunnel de Vierzy. Cet accident fit cent-huit morts.

## 1974
- 4 août 1974 - Sur la Ligne de Lison à Lamballe, à l'approche de la gare de Dol-de-Bretagne : le train Caen-Rennes aborde à 120 km/h une courbe limitée à 40 km/h et déraille. L'accident fait dix morts, dont le mécanicien et le chef de train. L'action pénale étant éteinte du fait du décès des deux seules personnes susceptibles d'être incriminées, la SNCF, invoquant le secret de l'instruction, laissera accréditer une explication de l'excès de vitesse par un malaise cardiaque du mécanicien maintenant bloqué le cerclo du dispositif de veille automatique (VACMA). En réalité, du recoupement des témoignages circonstanciés des passagers rescapés et des informations filtrant de l'enquête, il ressort que bien avant le déraillement, le conducteur n'était pas dans un état normal, puisqu'il roulait à une allure excessive pour la ligne et avait dû revenir en arrière après avoir freiné trop tardivement lors de l'arrêt dans des gares précédentes. Son autopsie aurait d'ailleurs révélé une alcoolémie de 3 g/l[2].

## 1975
- 8 avril 1975, à 13 h 45 - Herrlisheim-près-Colmar : la motrice du rapide Calais-Bâle heurte la benne de béton d'une grue d'un chantier à côté de la gare, le train déraille à 140 km/h et s'immobilise à quelques pas de la maisonnette de garde-barrière de la famille Ettwiller[3],[4].
- 25 décembre 1975 – France. Un train de nuit (Paris-Vintimille) déraille à Saint-Rémy (Saône-et-Loire) ; bilan : quatre morts, trente-deux blessés[5]. Le contrôle ultra-sonique en voie (deux fois par an) des appareils de voie a été mise en cause.

## 1976
- 18 mars 1976, à 2 h 20 - Bar-le-Duc : une Citroën Traction Avant pourvue de pneus lisses, rate le virage qui précède le passage à niveau automatique no 110 de la ligne Paris - Strasbourg au PK 255,650. La voiture s'immobilise sur la voie et trois minutes plus tard le train de fret 58008 assurée par la BB 15011 et ses trente-huit wagons de marchandises lancés à 103 km/h percute l'automobile. Sous l'effet du choc, la locomotive déraille et bascule dans le canal de la Marne au Rhin en entraînant dans sa chute le tablier du pont et une dizaine de wagons. Toutefois, il n'y eut pas de blessés graves. Cet accident est connu pour être l'accident automobile le plus coûteux pour les assureurs[6].
- 2 avril 1976 - entre Spincourt et Baroncourt : en pleine nuit, l'équipe de conduite de la CC 14100 qui remorquait un train de minerai s'est endormie, laissant le convoi poursuivre sa route sur son élan. Il prit de la vitesse sur la descente à 6 ‰ entre Arrancy et Spincourt puis, emporté par son élan, gravit une partie de la rampe à 6 ‰ vers Baroncourt avant de s'immobiliser et de repartir en arrière sous l'effet de la gravité. Un second train de marchandises remorqué par la BB 12001 suivait le premier convoi. Voyant les signaux devant eux virer à l'orange puis au rouge, les conducteurs de ce second train eurent juste le temps d'évacuer leur locomotive avant que la queue du train à la dérive ne vienne fracasser le second train. L'accident ne fit aucune victime ; la BB 12001 dut être démolie sur place[7].

## 1977
- 24 janvier 1977 - L'Isle-sur-le-Doubs : le turbotrain Strasbourg-Lyon percute un poids lourd au passage à niveau et détruit une partie du quai de la gare. On compte quelques morts et blessés.

## 1978
- 20 juin 1978 - Béziers : le train de nuit « Hispania Express » franchit par mégarde un signal d’arrêt et percute à près de 100 km/h un train de citernes vides qui cisaillait les voies. La locomotive (BB 7209) fut détruite au-delà de toutes réparations et le conducteur fut légèrement blessé. Par chance, aucune des voitures du train de voyageurs ne dérailla[8].
- 25 juillet 1978 - Sartrouville : Une violente prise en écharpe entre un train Corail et un train de messageries entraîne la destruction de la BB 16038 du dépôt de La Chapelle écrasée contre le mur de soutènement de la tranchée, à hauteur du pont dit de Tobrouk - trois blessés[9].